# Clean Bandit
Clean Bandit – brytyjski zespół muzyczny wykonujący muzykę elektroniczną z wyraźnymi inspiracjami popem i muzyką poważną, założony w Cambridge w 2008.

## Historia zespołu
Ich singel „Mozart’s House” dotarł do 17. miejsca na liście przebojów w Wielkiej Brytanii. Międzynarodowy sukces osiągnęli dzięki singlowi „Rather Be”, z którym pod koniec 2013 dotarli na szczyt brytyjskiej listy przebojów i za który w 2015 otrzymali nagrodę Grammy za najlepsze taneczne nagranie.

## Członkowie
Zespół nie ma stałych wokalistów. W jego nagraniach gościnnie biorą udział różni wykonawcy, a w czasie większości koncertów występują z nim wokalistki: Kirsten Joy i Yasmin Green. We wcześniejszych latach z zespołem występowała Elisabeth Troy (do 2015) i Florence Rawlings (do 2014).
Od 2016 zespół wspomagają instrumentaliści, m.in. Stephanie Benedetti, Ezinma, Braimah Kanneh-Mason i Sam Skirrow.

### Obecni członkowie
- Jack Patterson – gitara basowa, keyboard (od 2008)
- Luke Patterson – perkusja (od 2008)
- Grace Chatto – wiolonczela (od 2008)

### Byli członkowie
- Neil Amin-Smith – skrzypce (2008–2016)

## Dyskografia

### Albumy studyjne
- New Eyes(inne języki) (2014) – złota płyta w Polsce[4]
- What Is Love?(inne języki) (2018) – 2x platynowa płyta w Polsce[5]

### EP-ki
- A+E (2012)
- Mozart's House (2013)

### Single
Grupa wydała następujące single:
- 2012 – „A+E” (gościnnie: Kandaka Moore i Nikki Cislyn)
- 2013 – „Mozart’s House” (gościnnie: Love Ssega)
- 2013 – „Dust Clears” (gościnnie: Noonie Bao)
- 2014 – „Rather Be” (gościnnie: Jess Glynne)
- 2014 – „Extraordinary” (gościnnie: Sharna Bass)
- 2014 – „Come Over” (gościnnie: Stylo G)
- 2014 – „Real Love” (oraz Jess Glynne)
- 2015 – „Stronger” (gościnnie: Alex Newell, Olly Alexander i Sean Bass)
- 2016 – „Tears” (gościnnie: Louisa Johnson) – platynowa płyta w Polsce[7]
- 2016 – „Rockabye” (gościnnie: Sean Paul i Anne-Marie) – 3x diamentowa płyta w Polsce[8]
- 2017 – „Symphony” (gościnnie: Zara Larsson) – diamentowa płyta w Polsce[8]
- 2017 – „Disconnect” (oraz Marina and the Diamonds)
- 2017 – „I Miss You” (gościnnie: Julia Michaels) – platynowa płyta w Polsce[7]
- 2018 – „Solo” (gościnnie: Demi Lovato) – diamentowa płyta w Polsce[9]
- 2018 – „Baby” (gościnnie: Marina i Luis Fonsi) – złota płyta w Polsce[10]
- 2019 – „Mama” (gościnnie: Ellie Goulding) – platynowa płyta w Polsce[7]
- 2020 – „Tick Tock” (oraz Mabel, gościnnie: 24kGoldn) – platynowa płyta w Polsce[7]
- 2021 – „Higher” (gościnnie: Iann Dior)
- 2021 – „Drive” (oraz Topic; gościnnie: Wes Nelson) – złota płyta w Polsce[11]
- 2022 – „Everything But You” (gościnnie: A7S)

### Z gościnnym udziałem
- 2013 – „Intentions” (Gorgon City gościnnie Clean Bandit)